# Konflikt na delovnem mestu
Konflikt je v širšem pomenu besede vsako srečanje neusklajenih dejavnikov oziroma soočenje neusklajenosti ali neharmonija. V organizacijah je to pogost pojav, nastane pa zaradi nezdružljivih ciljev, misli, čustev v posamezniku ali med člani, v skupini ali organizaciji. 

## Vrste konfliktov
Ločimo tri vrste konfliktov, in sicer konflikte ciljev, spoznanj in čustev.
Konflikt ciljev izvira iz med seboj nasprotujočih si ciljev, želenih izidov in pričakovanih dosežkov med člani v skupini ali organizaciji. Le-ti si nanašajo na delovne poslovne, organizacijske ali socialne dejavnosti.
Konflikt spoznanja nastane zaradi nestrinjanja z mnenji ali idejami drugih, oziroma takrat, ko spoznamo, da so naše misli nezdružljive z drugimi pri delu, druženju, komuniciranju, v skupini ali organizaciji. 
Konflikt čustev nastane, ko zaznamo, da so naši občutki in čustva drugačni od drugih. Sem spadajo tudi pojavi nezadovoljstva, pretirana občutljivosti, nestrpnosti, zamerljivosti in podobno.
Z vidika vpliva na uspešnost organizacije bi lahko na splošno rekli, da razlikujemo med funkcionalnimi in disfunkcionalnimi konflikti. Funkcionalni konflikti so tisti, ki med skupinami povečujejo učinkovitost pri delu. Če se skupini načelno strinjata o ciljih, vendar imata različne poglede o poteh za doseganje le-teh, lahko to razlikovanje veliko pripomore k izbiri najbolj optimalne poti za organizacijo. Disfunkcionalni konflikti pa so tisti, ki ovirajo in preprečujejo doseganje zastavljenih ciljev, ker se skupine ne strinjajo ali celo zavračajo skupne cilje.

## Konflikti vloge
Največ konfliktov, s katerimi se srečajo zaposleni, je povezanih z vlogami in njihovimi značilnostmi. Konflikt vloge se pojavi, ko je posameznik izpostavljen močnemu pritisku zaradi neusklajenosti nalog oziroma pričakovanj. Pojem vloga se tako nanaša na skupek medsebojno povezanih nalog, ki naj bi jih posameznik opravil; npr. vloga študenta je, da redno študira, opravlja izpite in podobno. Skupek nalog se nanaša na razne vloge, ki so neposredno povezane s posameznikom tako, da vplivajo nanj. Posamezniki, ki se gibljejo v različnih skupkih nalog, se srečujejo z raznimi težavami. Tako pride velikokrat do nejasnosti vloge, ki vključuje neprijetne izkušnje pri delu v zvezi z dvoumnimi informacijami o načinu opravljanja dela, neustreznimi informacijami o ciljih, ki jih je treba doseči ter negotovostjo o posledicah ukrepov, ki vplivajo na vedenje posameznika, kot npr. napredovanje, nagrajevanje, odpuščanje in podobno. Konflikt tako nastane, ko je oseba izpostavljena neusklajenemu pritisku v zvezi s pričakovanji, njegova izrazitost pa je odvisna od moči pritiska in nagrade, ki jo izvaja nosilec vloge. Osnovni tipi konfliktov vlog so:
Konflikt zaradi vloge sporočitelja.
Ta vrsta konflikta nastane, če delavec dobi od sporočitelja nasprotujoča ali nejasna sporočila, kot so na primer opravljanje več del naenkrat. Takrat delavec ne ve, katero delo je bolj ali manj pomembno, zato se ne zna odločiti, katerega naj opravi prej. Opisana situacija privede do konflikta, ki pa ga je povzročil sporočitelj, ki ni dovolj jasno navedel prednosti opravljanja nalog. 
Konflikt med vlogami sporočiteljev.
Ta konflikt se pojavi, ko so sporočila raznih nosilcev vlog, ki so usmerjena na delavca, med seboj neusklajena ali celo izključujoča. Posledice tovrstnega konflikta so za delavca velikokrat stresne.
Konflikt med samimi vlogami.
Gre za konflikt znotraj osebe, ki se pojavi, ko oseba ne ve uskladiti svojih različnih vlog. Uravnavanje različnih vlog zahteva veliko domiselnosti, ker sicer lahko pride do kompromisov ali morda celo do izključitve katere izmed vlog. 
Konflikt med osebo in vlogo.
Tudi tukaj gre za konflikt znotraj osebe, in sicer ta nastane, če se pojavijo razlike med zahtevami vloge, ki jih more oseba opraviti, ter njenimi potrebami, željami, stališči, vrednotami in sposobnostmi, slednje pa osebi vzbuja neprijetne občutke. V primeru, da oseba zna vzpostaviti ravnovesje med poklicnim in zasebnim življenjem, je konflikt med osebo in vlogo manjši, zadovoljstvo pri delu in doma, pa čim večje. To vrsto konflikta se da rešiti tudi s tem, da oseba zamenja delovno mesto, ki je manj različno od njenih želja, interesov ipd. oziroma, ki je nasploh manj različno od njenega življenjskega stila.

## Vzroki
Vzroki za konflikte med sodelavci so pogosto različna prepričanja, stališča, vrednotenje vsebin in problemov, pri katerih delajo skupaj. Do konfliktov torej pride, ker sodelavci začenjajo iz različnih pozicij. Slednje pomeni, da se ne morejo sporazumeti na vsebinski ravni, ker imajo različna stališča, prepričanja ali pa stvari gledajo iz različnih zornih kotov. Druga skupina vzrokov za konflikte so na področju komunikacije konfliktnih vsebinah. Gre za to, da se sodelavci med seboj zaradi nerazumljivega in nejasnega govora ne razumejo. Sem spada tudi nezaupanje o iskrenosti povedanega. Obstajajo pa tudi osebni vzroki za konflikte, ki nastanejo zaradi razlik v osebnostnih lastnostih sodelavcev. 
Tukaj je navedenih nekaj konkretnih primerov vzrokov za konflikte na delovnem mestu:
- Pomanjkljiva komunikacija o tem, kar je treba storiti in kaj se dogaja,

- Sodelavci, ki se ne znajo pošteno lotiti dela, ki niso pripravljeni pomagati,

- Šefi, ki ne poslušajo, ne vedo o čem govorijo in ne znajo delati, od svojih delavcev pa zahtevajo preveč,

- Obtožba česa po krivici brez možnosti pojasnitve,

- Uslužbenci, ki ne prevzemajo odgovornosti za svoje delo,

- Krivična kritika in obtožbe,

- Nerazumna pričakovanja,

- Dajanje prednosti določenim posameznikom, podcenjevanje s strani drugih,

- Razširjanje govoric s strani oseb, ki nimajo pravih informacij,

- Hinavščina,

- Pretirano zavzeti vodstveni delavci,

- Seksizem in konflikti, ki izvirajo iz razlik med spoloma in drugačnega vedenja.[3]

## Posledice
Posledica doživljanja konflikta je občutek neusklajenosti, ki si ga ljudje po navadi ne želijo, saj je neprijeten. Zaradi tega se ljudje poskušajo konfliktom izogibati, jih preprečevati ali pa jih racionalno reševati. Za reševanje konfliktov je treba razumeti, kako le-ti nastajajo, treba pa je ustvariti tudi ustrezno ozračje, ki poudarja predvsem pozitivne lastnosti konfliktov. 

### Pozitivne lastnosti konfliktov
Prva pozitivna lastnost le-teh je, da nasprotja kažejo na probleme oziroma na navzočnost človekovih hotenj, ki želijo spremeniti obstoječe stanje. Strokovnjaki namreč trdijo, da se večina vseh vrst izvirnih rešitev pojavi ravno iz doživljanja konfliktov, ki služijo kot podlaga oblikovanju idej. Naslednje  dobre lastnosti konfliktov so, da zahtevajo rešitve in kažejo na različne interese, kar nam daje priložnost, da za cilj izberemo najboljši interes ter ga skušamo doseči. Kadar se pojavijo konflikti med več osebami ali med skupinami, morajo ti na podlagi novih spoznanj poiskati skupne cilje, to pa skupine utrjuje. Procesi v skupinah torej ne tečejo vedno gladko, ampak se včasih zapletejo. Slednje  pa pripomore k njihovi ustvarjalnosti in aktivnemu prilagajanju spremembam. 

### Metode reševanja
Metode, ki jih uporabljamo pri reševanju konfliktu pri delu, delimo predvsem v tri skupine:
Metode pomirjanja, ki nastalo konfliktno situacijo omilijo. Sem sodijo pozivi, nasveti, kompromisi, včasih tudi opomini ter obljube.
Metode sodelovanja rešujejo konflikte na tak ali drugačen način. Teh je največ in se uporabljajo najpogosteje. To so pogovori, sestanki, izmenjava mnenj, pogajanja, igranje vlog ipd.
Metode preoblikovanja delno ali v celoti spremenijo obstoječe stanje, npr. delitev ali oblikovanje skupine, uvajanje novih delovnih postopkov in načinov odločanja, zamenjava članov oz. vodje, ipd.
Pri razreševanju konfliktov je dobro upoštevati tudi stopnje analize in poteka, in sicer:
1. Najprej je treba opredeliti konfliktno situacijo ter dobiti čim več informacij
2. Potem je treba informacije preučiti in ugotoviti, kaj je vzrok konflikta 
3. Nato je treba navesti predloge in se odločiti
4. Potem je treba narediti načrt izvedbe glede na čas, kraj in način
5. Kot zadnje pa je treba stvari izpeljati in ugotoviti, kaj smo dosegli.
Če nismo zadovoljni z dosežkom, je postopek treba ponoviti in ugotoviti, kje in v čem nismo bili uspešni.

### Smernice za reševanje konfliktov na delovnem mestu
Zavezništvo:
Zavezništvo pomeni, da kljub konfliktu ohranimo skrb za dobrobit drugega oz. da se skupaj borimo za odnos in ne drug proti drugemu. S tem ko ohranjamo lastne interese in vrednote, pa tudi interese drugega, ohranjamo dober odnos z osebo, s katero smo v konfliktu.
Upoštevanje različnosti:
Pri reševanju konfliktov je treba biti pozoren tudi na medsebojne razlike, ki so lahko bolj ali manj opazne, saj sicer pogosto pride do neželenih izidov konflikta. Med manj opazne razlike sodijo na primer način reševanja problemov, razlike v dojemanju situacije, pogled na svet in podobno.
Prevzemanje odgovornosti:
Kadar pride do konflikta, pogosto krivimo drug drugega, s čimer pa nastalo situacijo le poglabljamo. S tem, ko prevzamemo odgovornost za svoje vedenje, lahko konflikt uporabimo za napredovanje, spoznavanje sebe in drugih. Prevzemanje odgovornosti tako pomeni odkrivanje težav in iskanje rešitev, in ne dokazovanje krivde drug proti drugemu. 
Ohranjanje komunikacije in pomirjanje:
Pogost izid konflikta je prekinitev komunikacije, ki lahko traja dalj časa. S tem, ko komunikacijo prekinemo, sebe vidimo kot žrtev, drugega pa kot storilca, kar pa ne privede do učinkovite rešitve. Zato je dobro, da komunikacijo vzdržujemo ter jo morda prekinemo le za kratek čas, da se pomirimo. Pri tem je pomembno, da se kasneje vrnemo k temi konflikta ter s tem povečamo možnost najti ustrezno rešitev. 
Stabilizacija interakcije pomeni zmanjšanje hitrosti odzivanja in preverjanje dogajanja. Konfliktna interakcija ima namreč to lastnost, da jo je težko nadzorovati. Če hočemo komunikacijo kljub vsemu obdržati na konfliktni ravni, moremo namesto hitrega in samodejnega odzivanja izbrati raje počasnejše, ki nam še vedno omogoča dovolj vpogleda v situacijo. Potrebno je preverjati, ali smo dogajanje prav razumeli oz. to, kar je bilo rečeno, po drugi strani pa se moramo prepričati, ali je ta drugi povedano tudi resno mislil. V nasprotnem primeru se lahko zgodi, da smo prizadeti ali jezni zato, ker napačno dojemamo nastalo situacijo oz. se izkaže, da ta drugi izrečene besede obžaluje. 
Poročanje namesto vplivanja pomeni, da namesto zahteve spremembe vedenja pri drugem, začnemo poročati o našem počutju in s tem omogočimo, da oseba lažje razume, kaj se v dani situaciji dogaja z nami samimi. Gre namreč za to, da konflikt pogosto prinese nekakšno zaslepljenost oz. otopelost za drugega, kar povzroči, da drug drugega ne upoštevamo. 
Razdelitev konflikta na manjše dele pomeni, da med konfliktom ne pustimo, da bi se ta razširil na več področij odnosa, ampak ostanemo pri problemu, ki je v danem trenutku prišel na plan. V nasprotnem primeru se lahko zgodi, da ne bomo rešili ničesar, ostal pa bo občutek nezadovoljstva.

### Načini reševanja konfliktov na delovnem mestu
Način izogibanja.
Tisti, ki uporabljajo ta način, se nagibajo k umiku iz konfliktne situacije ali želijo ostati nevtralni. Običajno so to prenašalci sporočil nadrejenemu, podrejenim ali sodelavcem, svojega mnenja pa o problemu ne želijo podati. Če problem resnično obstaja, potem takšno vedenje ni produktivno. Lahko pa je ustrezno v nekaterih drugih situacijah, npr. ko je konflikt manjšega pomena in je škoda izgubljati čas za njegovo reševanje.
Način prilagajanja.
Posameznik, ki se ravna po tem načinu npr. meni, da ne sme reči ničesar, kar bi druge prizadelo. Če s tem zadovoljuje zgolj čustvene potrebe zaposlenih, je neučinkovit, ker zanemarja izvirne vzroke konflikta. S tem načinom sicer zagotovimo dobro počutje ljudi, vendar pri tem pravi problem ostaja nedotaknjen in bo prej ko slej prišel na plan. Učinkovit je lahko vsaj za kratek čas, če so npr. problemi resnično osebni in niso povezani z delom.
Način prevladovanja.
Je težnja, da bi z uporabo moči obvladovali položaj in prisilili druge, da bi privolili v ponujeno rešitev. Oseba, ki se nagiba k temu načinu po navadi uporablja fraze kot so: »če se ne morete naučiti sodelovanja, je bolje, da greste«. Nepopustljivo vztrajanje pri svojem lahko vodi v stresno situacijo. Preveliko uporabljanje tega načina škodi drugi strani, ki je udeležena v konfliktu, saj njeni predlogi in potrebi niso upoštevani. Toda v nekaterih situacijah bi bil ta način lahko primeren, npr. kadar je treba opraviti neprijetne naloge (znižanje števila zaposlenih).
Pristajanje na kompromise.
Pomeni težnjo posameznikov, da bi žrtvovali nekaj interesov in tako dosegli dogovor. Veliko ljudi meni, da je to ena najbolj stvarnih oblik vedenja v konfliktnih situacijah. Ta način je primeren, kadar predlogi ene strani blokirajo cilje druge strani. 
Način dogovarjanja. 
Označuje ga težnja k ugotavljanju vzrokov nasprotij, k posredovanju informacij in skupnemu iskanju ustreznih rešitev. Pomembno je medsebojno sodelovanje z željo, da bi vsakdo čim bolj uresničil cilje. Z dogovarjanjem odkrito obravnavamo konflikte, jih analiziramo in skušamo najti rešitev, ki bi kar najbolj ustrezala vsem vpletenim. Način dogovarjanja je posebno primeren, kadar se je npr. treba najbolje odločiti na podlagi razpoložljivih informacij, morda tudi s pomočjo zunanjega strokovnjaka za reševanje konfliktov.

## Izboljšanje odnosov in delovne učinkovitosti
Za posameznike na odgovornih položajih je pomembno, da se izogibajo pokroviteljskemu vedenju, da spoštljivo ravnajo z drugimi, se vedejo dostojanstveno, da svojih zaposlenih ne jemljejo kot samoumevne, da ne obljubljajo nečesa, kar kasneje niso pripravljeni izpolniti, da se pri storjeni napaki ne skrivajo za drugimi. Potrebno si je vzeti čas in spoznati svoje uslužbence. Kadar se v podjetju obetajo spremembe, ki bodo vplivale tudi na zaposlene, jih je o tem treba obvestiti. V redu je, če se uslužbence opozori, kadar delo ne poteka v skladu z načrti ali pa kakovost dela upada, vendar je treba uslužbence tudi pohvaliti, ko si to zaslužijo. V konfliktnih situacijah bodo odgovorni stres omilili in dosegli boljše komuniciranje, če bodo znali prisluhniti drugim. Zaposleni bodo raje sodelovali z nadrejenimi, če bodo imeli občutek, da se le-ti zanimajo zanje in za njihovo mnenje. Z obtoževanjem ne gre doseči pozitivnega odziva s strani drugih. Kadar se stvari začnejo zapletati, je dosti bolj produktivno, če postavljamo vprašanja kot so npr. »kako se je zgodilo«, »kako lahko to popravimo«, namesto »kdo je odgovoren«. Kadar je napaka že storjena, je najbolje, da se naravnamo pozitivno in gremo naprej.

## VprašalnikStrategij reševanja konfliktov(Johnson, 1989)
Strategij za reševanje konfliktov se po navadi naučimo že v otroštvu, potem pa jih uporabljamo večinoma avtomatično. Da bi le-te čim bolj ozavestili in se naučili uporabljati še druge, morda bolj učinkovite, lahko uporabimo Vprašalnik strategij reševanja konfliktov. Slednji je sestavljen iz 35 postavk ter daje podatke o vrsti in izraženosti strategij pri posamezniku. Ker merske karakteristike vprašalnika niso znane, služi zgolj kot orientacija o posameznikovih strategijah reševanja konfliktov. Je koristen za delo s skupinami, saj uvaja problematiko medosebnih odnosov, o kateri lahko potem diskutiramo ter primerjamo rezultate različnih članov, npr. zaposlenih v delovni organizaciji.

## Alternativno reševanje konfliktov
Alternativno reševanje konfliktov zajema postopke, pri katerih sprtima stranema pri reševanju konflikta običajno pomaga nevtralna tretja oseba. Takšni postopki reševanja konfliktov so v primerjavi s sodnimi manj formalni in zaradi tega za udeležence konflikta tudi prijaznejši. Alternativno reševanje konfliktov je bilo v Evropi uvedeno predvsem zaradi tega, da bi se odpravile pomanjkljivosti tradicionalnega sodnega postopka. Poleg prihranka časa in denarja se večina držav odloča za te oblike reševanja konfliktov tudi zaradi negativnega vpliva sodnega postopka na stranke. Bistvene značilnosti alternativnega reševanja konfliktov so velika fleksibilnost, da potekajo brez formalnih zaslišanj, obsežne pisne dokumentacije in dokaznih pravil, prilagodljivost potrebam konkretnega spora, upoštevanje osebnih težav ter sodelovanje nevtralne tretje osebe. Med alternativnimi metodami reševanja konfliktov je najpogostejša mediacija. Poleg mediacije pa se pogosto uporabljajo tudi: zgodnja nevtralna ocena, obvezna nezavezujoča arbitraža, klasična arbitraža, mini sojenje, sumarna porotna obravnava, poravnalni narok, zasebni sodnik in poravnalni teden.